# إمالا (ميثولوجي)
إمالا (بالإنجليزية: Amala)‏ معنى الكلمة «الذي يدعم العالم» وهو عند الهنود الأمريكيين الشماليين شخصية يشبه أطلس، فهو يرفع العالم من محوره، بينما هذا العالم يدور باستمرار.

## معرض صور

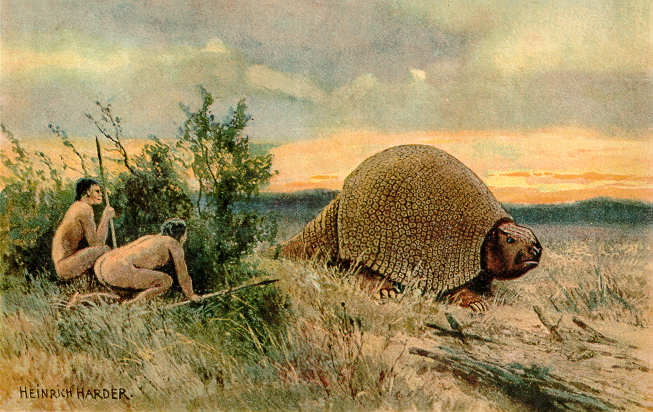
رسم توضيحي للسكان الأصليين وهم يصطادون غليبتودون.
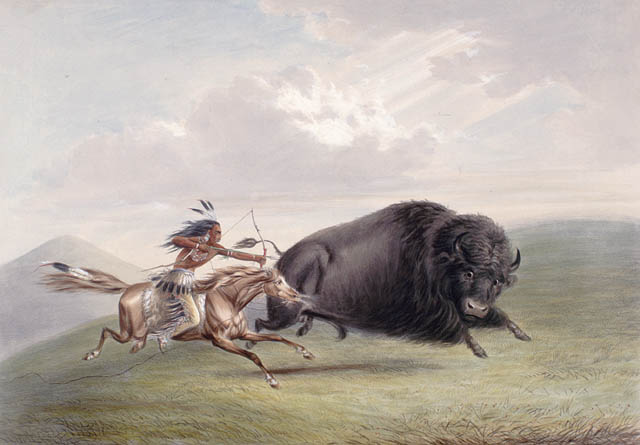
مطاردة البيسون يصورها جورج كاتلين.
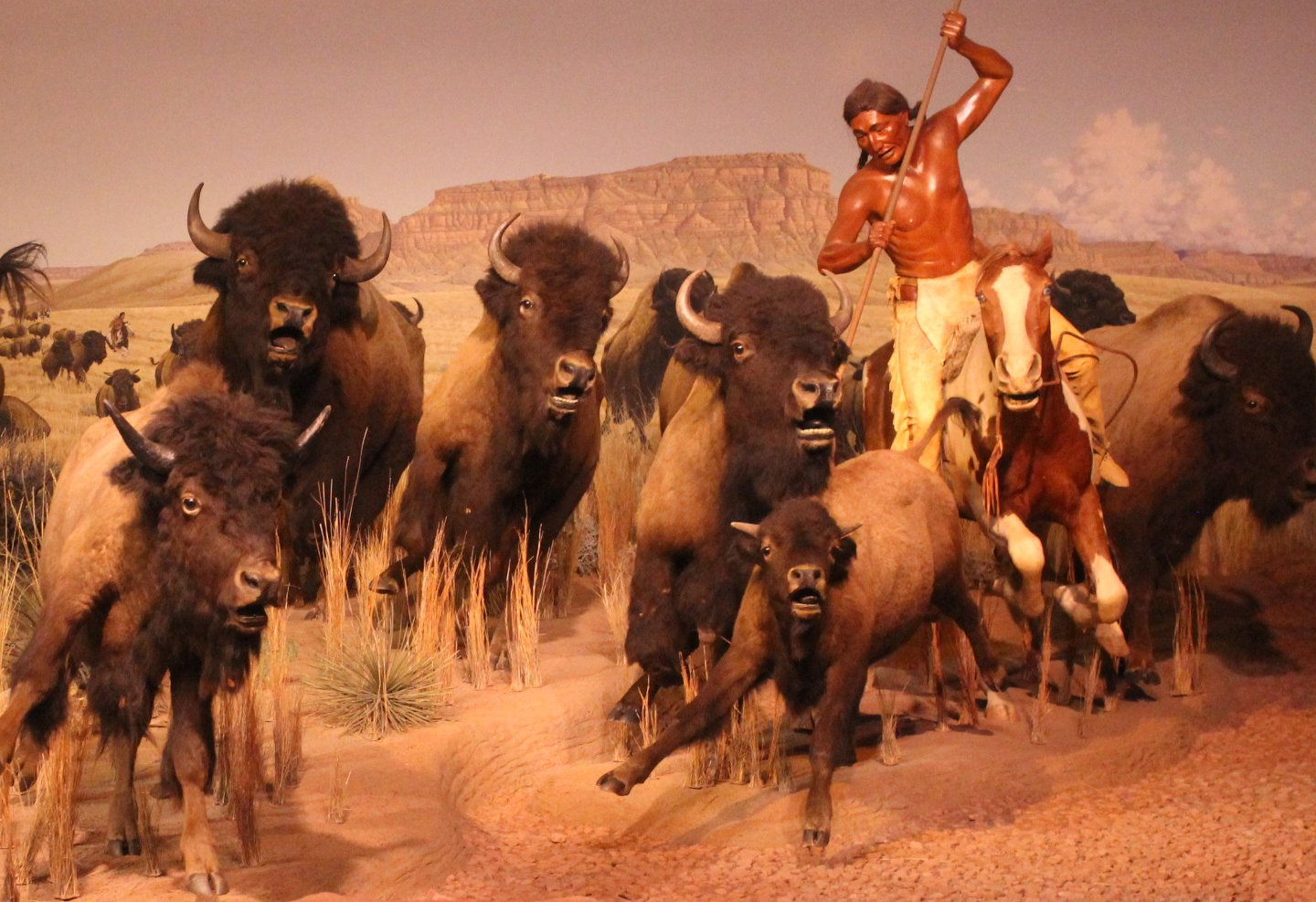
مطاردة حيوان البيسون من قبل أحد السكان الأصليين.
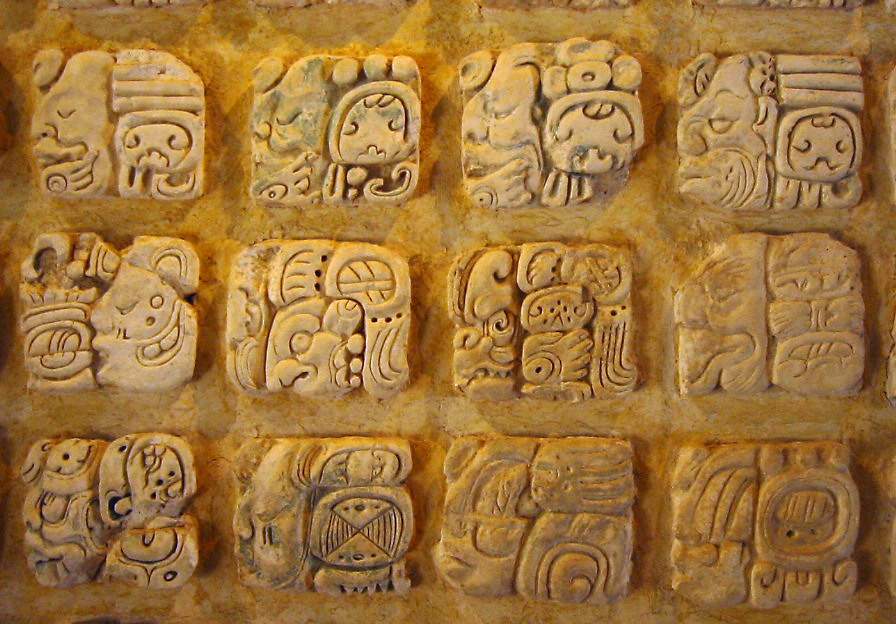
صورعلى الجص من المايا في متحف Sitio في بالينكو، المكسيك.
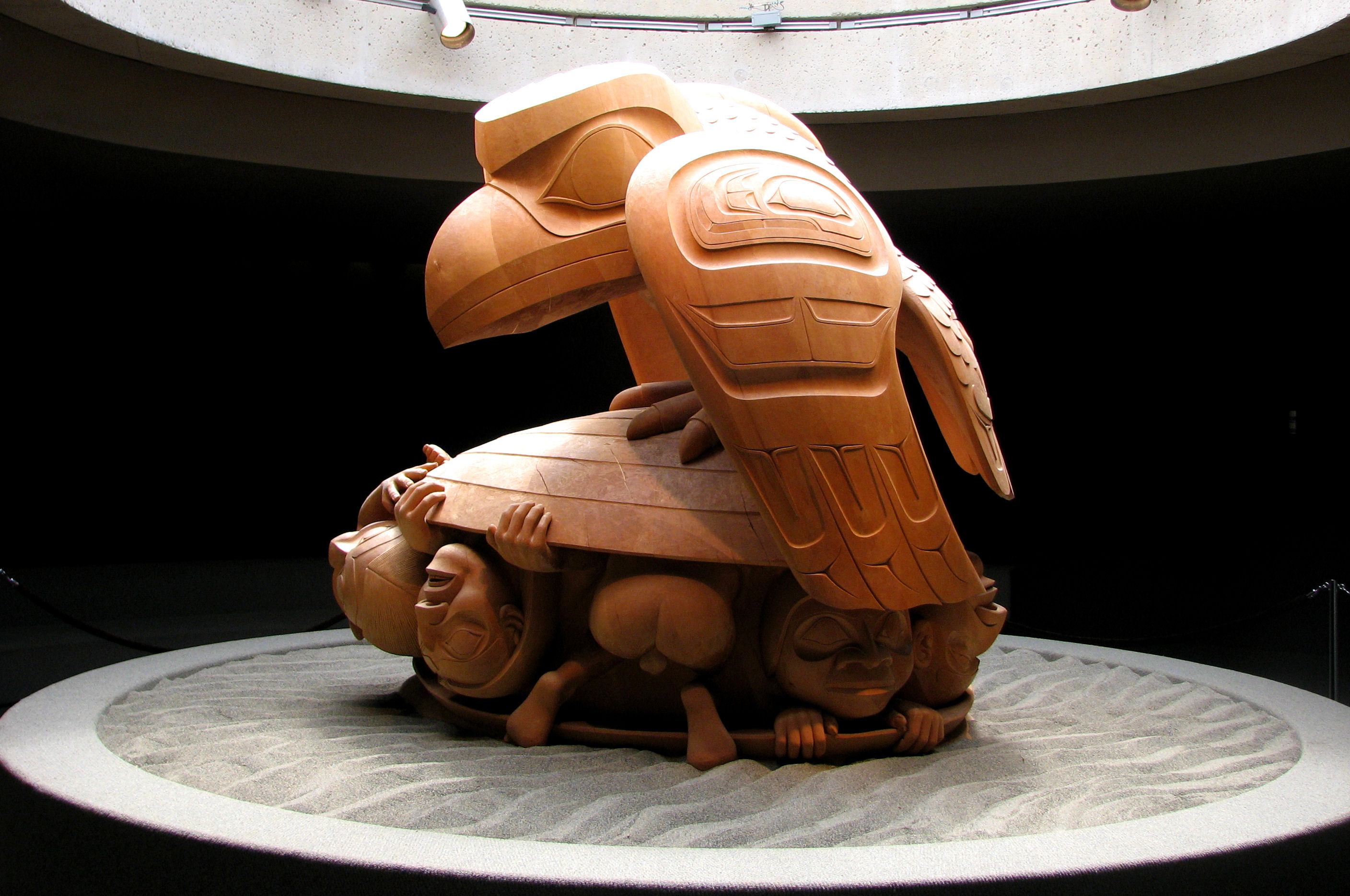
الغراب والرجل الأول. يمثل الغراب شخصية المحتال المشترك في العديد من الأساطير.